# Bosteels

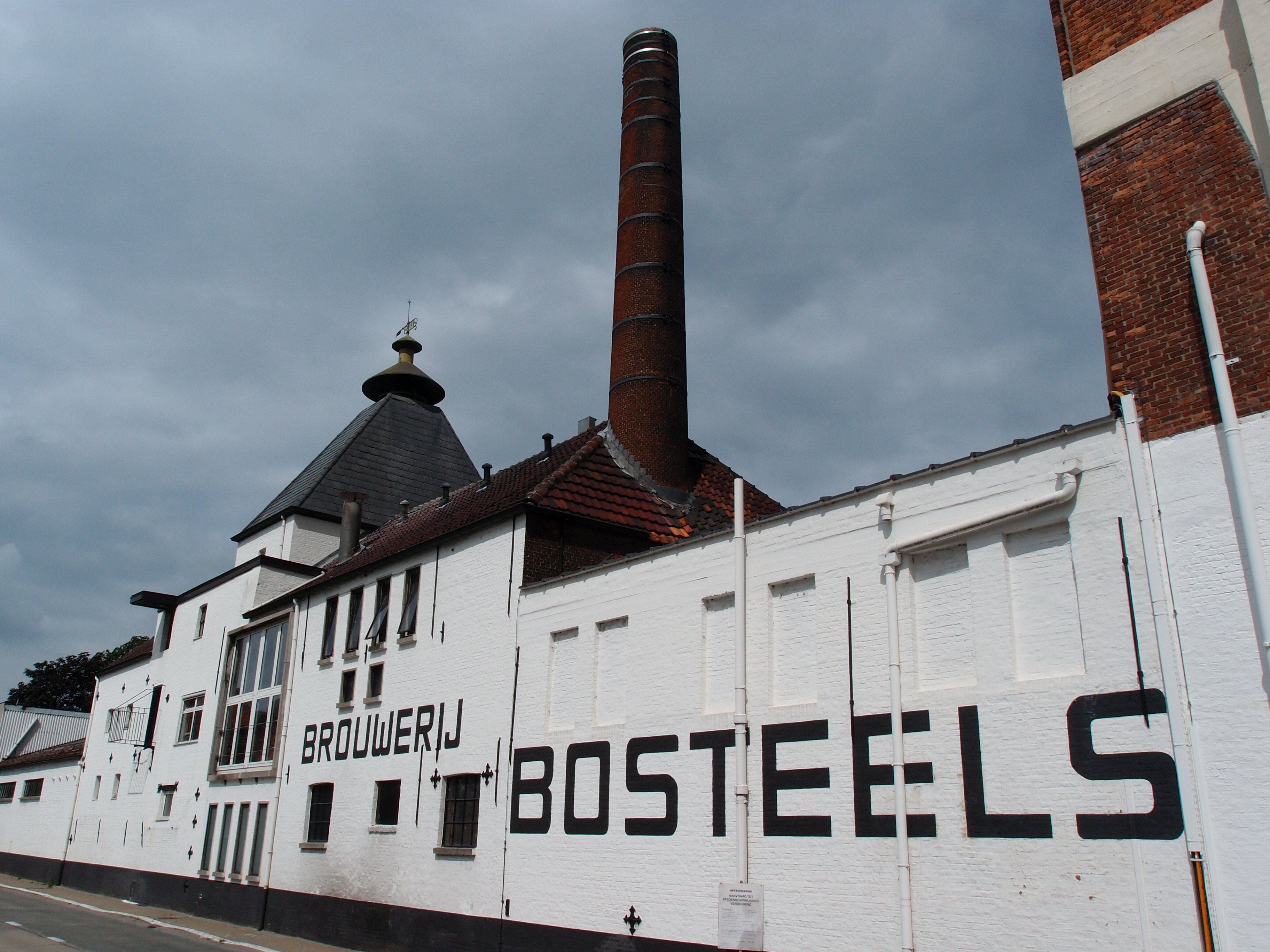
Teilansicht der Brauerei Bosteels

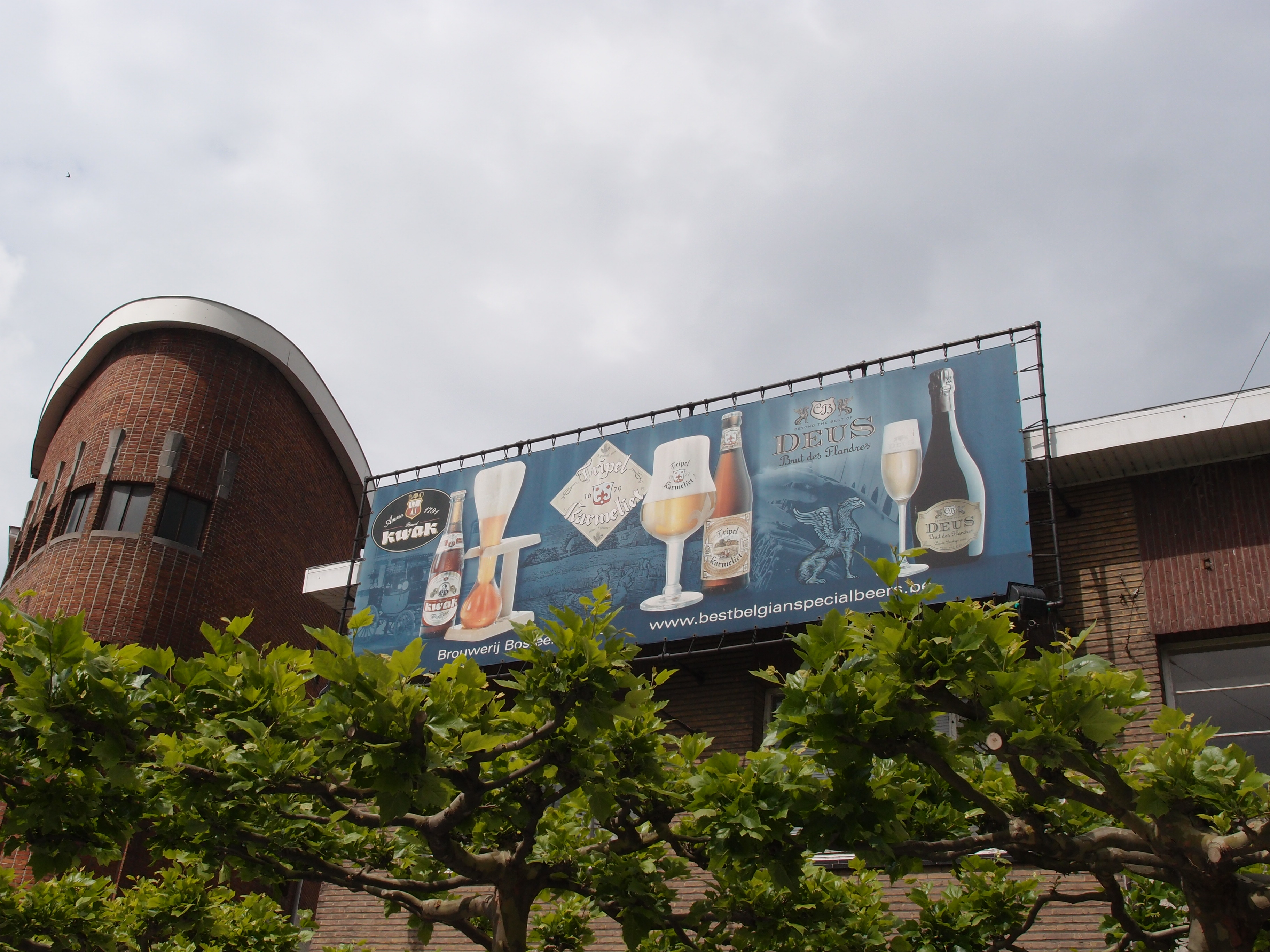
Außenwerbung an der Brauerei

Bosteels ist eine belgische Bierbrauerei in der ostflanderschen Gemeinde Buggenhout. Die Brauerei gehört zu AB-InBev.

## Geschichte
Die Brauerei Bosteels wurde 1791 durch Everarist Bosteels gegründet und befand sich bis 2016 in siebter Generation in Familienbesitz; nach dem Gründervater Everarist folgten dessen Nachkommen Joseph, Martin, Leon, Antoine, Ivo und Antoine Bosteels.
Im Jahr 2011 betrug die Jahresproduktion 90.000 Hektoliter Bier, bei einem Umsatz von 17,2 Millionen Euro. Anfang September 2016 wurde die Brauerei von AB-InBev übernommen. Zu der Zeit betrug der jährliche Ausstoß etwa 145.000 hl.

## Biermarken
- Tripel Karmeliet (8,4 %)
- DeuS (Brut Des Flandres) (11,5 %)
- Kwak (8,4 %)

## Fotos

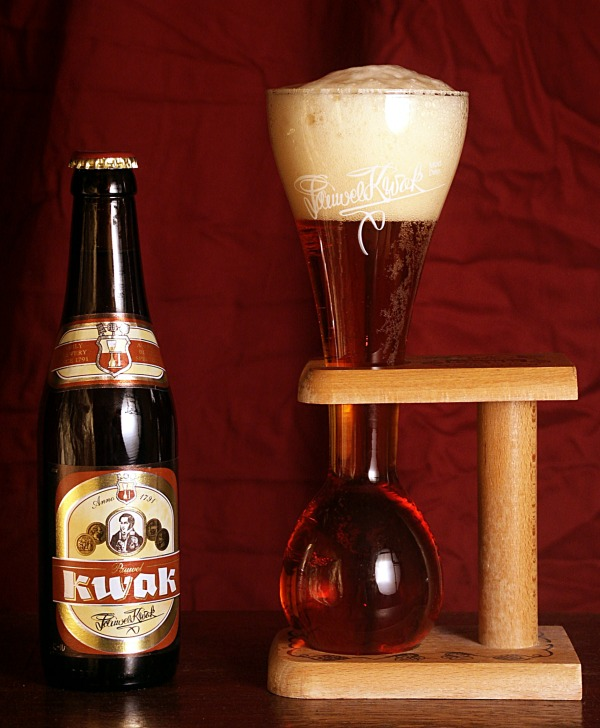
Kwak
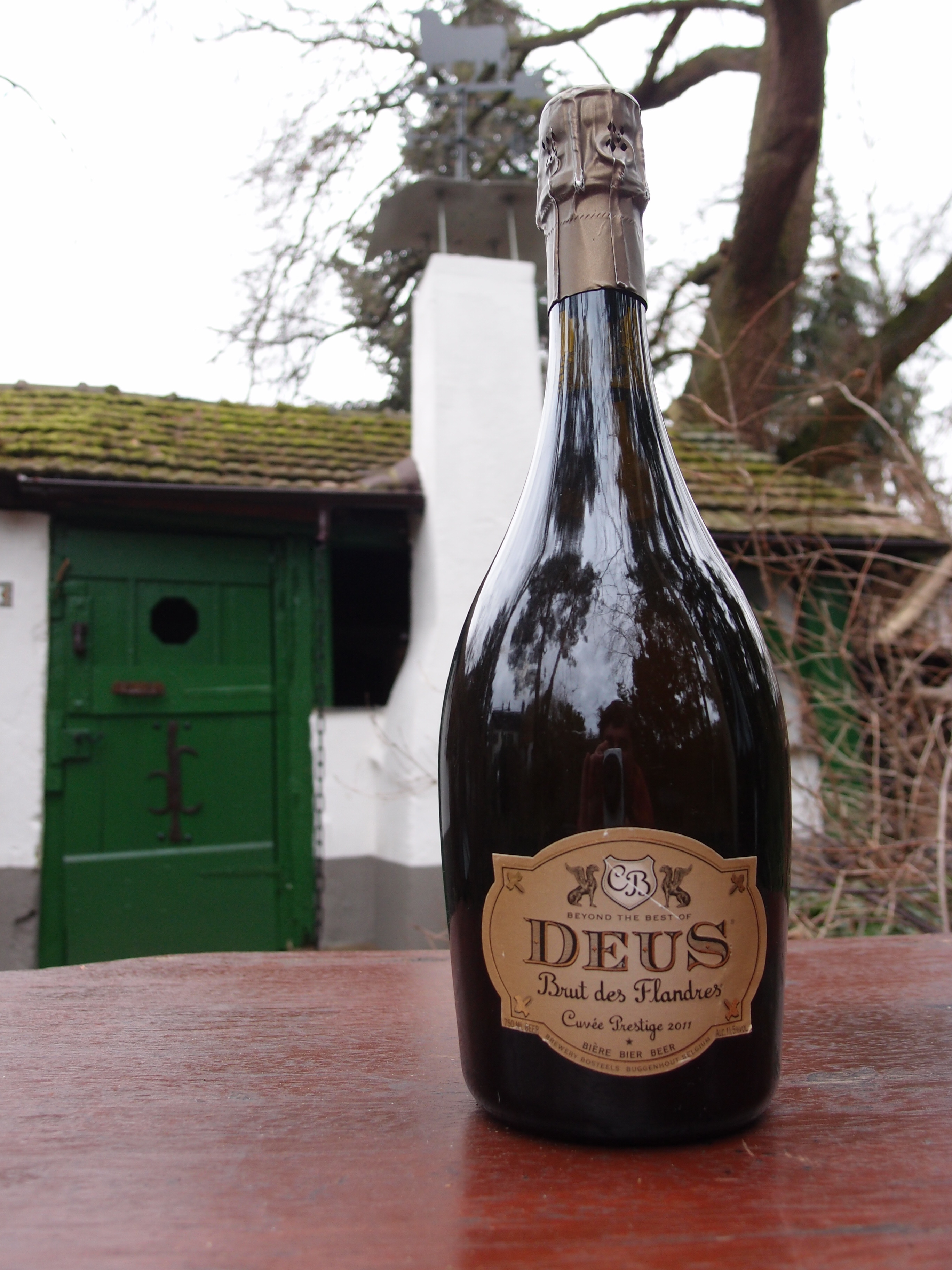
DeuS
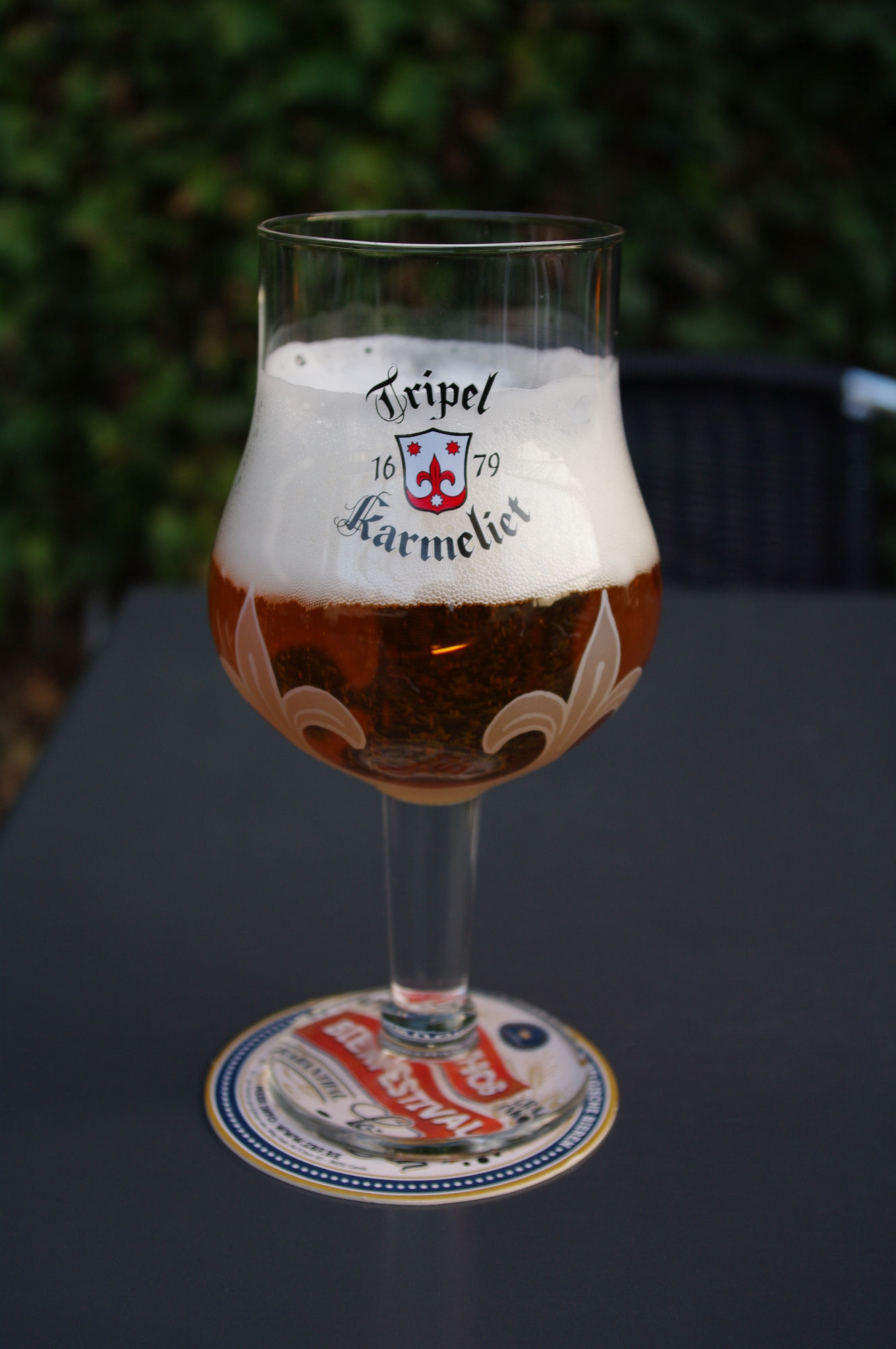
Tripel Karmeliet